# 天才バカボン パイロットフィルム
『天才バカボン パイロットフィルム』は、1968年頃に日本放送映画（のちの東京テレビ動画→日本テレビ動画）が製作したとされる『天才バカボン』のパイロット版アニメ。当時としては珍しくカラーで制作され、日本テレビ系列で1968年10月から、15分もしくは30分番組として放送される予定だったが、作品上の問題と諸般の事情から企画は頓挫し、幻に終わる。作品の現存状況は一切不明。
なお、東京ムービーが製作した無印版『天才バカボン』のパイロットフィルムは、再編集され「スキーがなくてもヤッホーなのだ」(第32話)として放映されたのち、DVDに収められている。
余談だが、『COM』1968年12月号にはスタジオ・ゼロ製作でのテレビアニメ化も検討されたこと、『COM』1969年1月号にはテレビ化の企画はいくつかあり、フジオ・プロは実写化に気持ちを傾けていたことが記載されている。